# 판리엠

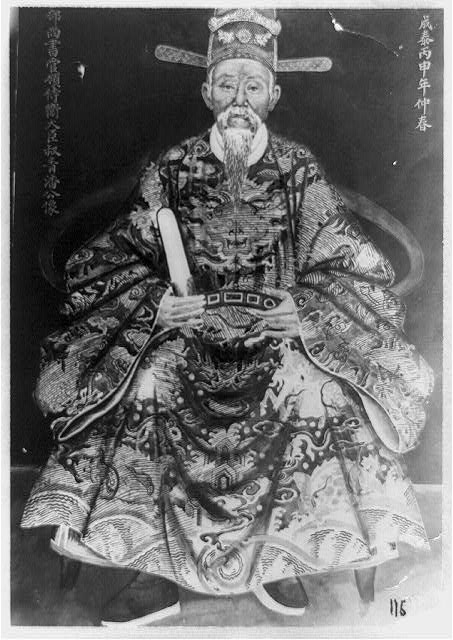
판타인리엠

판타인리엠(베트남어: Phan Thanh Liêm / 潘淸簾, 1833년 8월 29일 ~ 1899년)은 베트남의 관료이자 반프랑스 주의자였다. 판리엠(베트남어: Phan Liêm / 潘簾)으로도 불린다. 호는 툭타인(叔靑, thuc thanh)으로 판툭타인(Phan thuc thanh)으로도 부른다.
타인리엠은 외교관이자 사학자, 유학자인 판타인전과 중국계 여성 쩐씨(陳氏)의 둘째 아들로 태어났다. 1876년 동북 3성의 책임자였던 아버지 타인잔은 프랑스가 베트남에 침략할 것을 예상하고, 프랑스의 세력이 강하니 저항하지 말라는 유서를 남기고 자살하였다. 그러나 후일 판타인리엠은 의병을 조직, 베트남의 반프랑스 민족해방운동에 가담하였다. 상서와 관령특위대신(管領特衛大臣)을 역임했다.